# Casanovas Peak
Der Casanovas Peak (englisch; bulgarisch връх Касановас wrach Kassanowas) ist ein 325 m hoher Eisdom auf der Livingston-Insel im Archipel der Südlichen Shetlandinseln. Auf der Johannes-Paul-II.-Halbinsel ragt er 3,1 km westlich des Snow Peak und 9,3 km nordöstlich des Rotch Dome auf.
Bulgarische Wissenschaftler kartierten ihn 2008. Die bulgarische Kommission für Antarktische Geographische Namen benannte ihn im selben Jahr nach dem spanischen Bergführer Àlex Simón i Casanovas, der in leitender Position auf der Juan-Carlos-I.-Station zwischen 2002 und 2006 an der Erstbesteigung des Eisdoms beteiligt war.